# 田辺孝次
田辺 孝次（たなべ たかつぐ、1890年4月21日 - 1945年4月16日）は、日本の美術史家。

## 人物・来歴
石川県金沢市生まれ。息子は美術史家の田辺徹。室生犀星とは幼馴染。1913年東京美術学校彫刻科を卒業、18年同校美術史研究室の助手、19年教授となり、工芸史を講じた。1924年から25年工芸史研究のため欧米諸国に学び、1927年東京高等工芸学校講師を兼ねた。1937年再び欧洲各国に出張して38年帰国、1939年には石川県立工業学校長となり42年退職した。

## 著書
- 『伊太利亜彫刻史』竜川社, 1917
- 『巴里から葛飾へ 美術随筆』東邦美術協会, 1936
- 『森 工芸随筆』相模書房, 1939

### 共著
- 『東洋美術史』鎌倉芳太郎共著. 玉川学園出版部, 1930
- 『東洋美術史 上,下巻』大村西崖共著. 平凡社, 1933
- 『朝鮮工芸展覧会図録』編 全7巻 東洋経済日報社, 1984